# Notturno n. 20 in do diesis minore

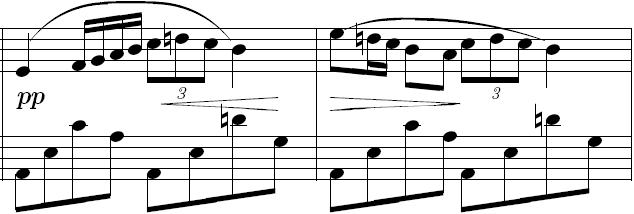
Un tema contrastante dalla prima sezione

Il Notturno n. 20 in Do diesis minore, o Lento con gran espressione, Op. P1 KK IVa/16, CT.127 (B.49), è un brano per pianoforte composto da Fryderyk Chopin nel 1830 e pubblicato postumo nel 1875.

## Storia
Chopin scrisse molto probabilmente questo brano a Varsavia nell'estate del 1830, per terminarlo e rifinirlo in seguito nell'autunno a Vienna dove si era recato per alcuni concerti. La composizione è certamente anteriore ai tragici fatti dell'insurrezione di Novembre in Polonia, episodio che sconvolse Chopin e lo gettò nello sconforto; la pagina è infatti scritta in modo sereno, priva totalmente dei tumulti e delle passioni ispirati in seguito dai dolorosi avvenimenti della sua terra.
Chopin spedì da Vienna il brano alla sorella Ludwika Jędrzejewicz che lo annotò nei suoi appunti definendo la composizione Lento e rilevando che era del genere del Notturno. Nella dedica il compositore scrisse: "A mia sorella Ludwika come esercizio prima di iniziare lo studio del mio secondo concerto"; poiché il brano è costruito su temi tratti da composizioni molto amate da Ludwika, come il Concerto in Fa minore, è evidente che il musicista l'abbia composto proprio per fare piacere alla sorella ed è anche il motivo per cui il compositore, riproponendo motivi già scritti, non volle mai pubblicarlo.
Il brano fu stampato infatti per la prima volta nel 1875, 26 anni dopo la morte del compositore, a cura dal musicologo Marceli Antoni Szulc, dall'editore Leitgeber di Poznan con il titolo di Adagio; a volte viene anche chiamato Reminiscenza. Poiché il compositore non lo definì mai Notturno, il titolo di Notturno in Do diesis minore, che è stato adottato da alcuni editori, può essere considerato illegittimo. Nel 1880 Johannes Brahms, che era a capo della redazione della casa editrice Breitkopf & Härtel, si oppose alla pubblicazione nella grande edizione in 14 volumi delle opere del compositore, probabilmente perché ritenne il pezzo non autentico. Fu invece poi pubblicato a Londra e a Varsavia nel 1894.
Il brano venne suonato dalla sopravvissuta all'Olocausto Natalia Karp per il comandante del campo di concentramento Amon Goeth che rimase così colpito dall'interpretazione da risparmiarle la vita. Fu anche il pezzo interpretato da un altro sopravvissuto, il pianista polacco Władysław Szpilman (figura centrale del film Il pianista di Roman Polański) durante l'ultima trasmissione in diretta della radio polacca il 23 settembre 1939 quando Varsavia fu assediata dall'esercito tedesco. Anni dopo Szpilman suonò questo brano anche per l'ufficiale tedesco Wilm Hosenfeld al loro primo incontro, sebbene nella scena cinematografica corrispondente Szpilman interpreti una versione parziale della Ballata n. 1 in Sol minore di Chopin. 

## Struttura e analisi

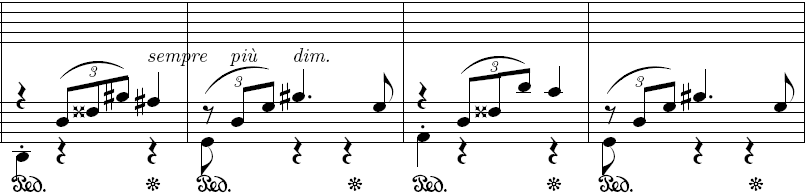
Tema della sezione centrale in 3/4

Nonostante si possa considerare "un'opera domestica", legata all'ambiente della famiglia, il Lento con gran espressione è una delle principali composizioni giovanili di Chopin; presenta ancora alcune incertezze e imprecisioni, ma è un brano che si distingue per la piacevolezza e l'eleganza della melodia. L'aspetto e il carattere di Notturno sono presenti nella parte iniziale e in quella conclusiva, mentre la sezione centrale è caratterizzata da giochi armonici, inventive spiritose ed è ricca di citazioni dalle proprie opere, quali concerti o altre melodie.
Il brano è annotato Lento con gran espressione ed è anche noto solo con questo titolo proprio per la sua indicazione agogica in partitura; è scritto nel tempo comune di 4⁄4. Presenta una breve introduzione, dolce ma intensa, di sole quattro battute; il tema principale inizia alla quinta battuta, con la mano sinistra che suona arpeggi in passaggi strettamente legati in tutta la sezione, conferendo alla musica una qualità continua (simile alla Sonata al chiaro di luna). Il tema si sposta quindi su un pianissimo sognante nella battuta 21, prima di tornare al tema originale nella battuta 47, per terminare infine in Do diesis maggiore. Segue un periodo in cui il musicista espone tre frasi; la prima è espressa nelle prime due misure del tema della sezione centrale (battute 21 e 22), che riprendono il motivo principale del terzo movimento del concerto per pianoforte e orchestra n. 2 in Fa minore dello stesso Chopin, composto più o meno nello stesso periodo (1830); le successive due battute (23 e 24) ripropongono la seconda frase che è un tema secondario del primo movimento del medesimo concerto; una terza frase espone un riadattamento della melodia di una canzone, composta da Chopin nel 1829, molto amata da Ludwika, Życzenie (Desiderio). Il passaggio nella sezione centrale del brano in tempo di 3⁄4, a partire dalla battuta 33, ricorda in modo semplificato, la sezione scherzando del finale del terzo movimento sempre del secondo concerto, a partire dalla battuta 145 in cui la mano sinistra e la destra suonano all'unisono, distanti un'ottava. La Ripresa espone ancora la melodia iniziale e termina con un appassionato dove Chopin introduce un esempio del suo canto rubato. Il Lento termina con una Coda che presenta quattro vocalizzi, più o meno veloci, estremamente raffinati, portando il brano a concludersi con un inaspettato Do diesis maggiore.
Il brano, diventato celebre, è, al pari di altre composizioni di Chopin, quali la Polacca op. 53 o la Fantasia-Improvviso, molto spesso usato impropriamente e banalizzato in svariate occasioni, dalla musica leggera, al cinema, alla pubblicità. 